# Тоберкарри
Тоберкарри (Тоберкерри; англ. Tubbercurry; ирл. Tobar an Choire, «цирковой колодец») — (переписной) посёлок в Ирландии, находится в графстве Слайго (провинция Коннахт) у трассы N17.
Во Франции у Тоберкарри есть побратим, Виарм.
Местная железнодорожная станция была открыта 1 октября 1895 года, закрыта для пассажиров 17 июня 1963 года и окончательно закрыта 3 ноября 1975 года.
Местная школа носит имя святой Аттаракты.

## Демография
Население — 1421 человек (по переписи 2006 года). В 2002 году население составляло 1171.
Данные переписи 2006 года:
| Общие демографические показатели |               |                               |                               |      |      |
| Всё население                    | Всё население | Изменения населения 2002—2006 | Изменения населения 2002—2006 | 2006 | 2006 |
| 2002                             | 2006          | чел.                          | %                             | муж. | жен. |
| 1171                             | 1421          | 250                           | 21,3                          | 700  | 721  |

В нижеприводимых таблицах сумма всех ответов (столбец «сумма»), как правило, меньше общего населения населённого пункта (столбец «2006»).
| Религия (Тема 2 — 5 : Число людей по религиям, 2006) |             |                |             |            |       |      |
| Католики, чел.                                       | Католики, % | Другая религия | Без религии | не указано | сумма | 2006 |
| 1313                                                 | 92,4        | 49             | 24          | 35         | 1421  | 1421 |

| Этно-расовый состав (Этничность. Тема 2 — 3 : Постоянное население по этническому или культурному происхождению, 2006) |            |              |       |        |        |            |       |       |
| Белые ирландцы | Лухт-шулта | Другие белые | Негры | Азиаты | Другие | Не указано | сумма | 2006  |
| 1227 | 31         | 83           | 2     | 3      | 12     | 44         | 1402  | 1421  |
| Доля от всех отвечавших на вопрос, %                                                                                   |            |              |       |        |        |            |       |       |
| 87,5 | 2,2        | 5,9          | 0,1   | 0,2    | 0,9    | 3,1        | 100   | 98,71 |

1 — доля отвечавших на вопрос о языке от всего населения.
| Владение ирландским языком (Тема 3 — 1 : Число людей от 3 лет и старше по способности говорить по-ирландски, 2006) |      |            |       |       |
| Владеете ли Вы ирландским языком?                                                                                  |      |            |       |       |
| Да | Нет  | Не указано | сумма | 2006  |
| 495 | 761  | 90         | 1346  | 1421  |
| Доля от всех отвечавших на вопрос о языке, %                                                                       |      |            |       |       |
| 36,8 | 56,5 | 6,7        | 100   | 94,71 |

1 — доля отвечавших на вопрос о языке от всего населения.
| Использование ирландского языка (Тема 3 — 2 : Говорящие по-ирландски от 3 лет и старше по частоте использования ирландского языка, 2006) |                                                            |                                               |                                               |                                               |                                               |                                               |       |                                     |      |
| Как часто и где Вы говорите по-ирландски?                                                                                                |                                                            |                                               |                                               |                                               |                                               |                                               |       |                                     |      |
| ежедневно, только в образовательных учреждениях                                                                                          | ежедневно, как в образовательных учреждениях, так и вне их | в других местах (вне образовательной системы) | в других местах (вне образовательной системы) | в других местах (вне образовательной системы) | в других местах (вне образовательной системы) | в других местах (вне образовательной системы) | сумма | всего, отвечавших на вопрос о языке | 2006 |
| ежедневно, только в образовательных учреждениях                                                                                          | ежедневно, как в образовательных учреждениях, так и вне их | ежедневно                                     | каждую неделю                                 | реже                                          | никогда                                       | не указано                                    | сумма | всего, отвечавших на вопрос о языке | 2006 |
| 109 | 2                                                          | 10                                            | 27                                            | 220                                           | 123                                           | 4                                             | 495   | 1346                                | 1421 |
| Доля от всех отвечавших на вопрос о языке, %                                                                                             |                                                            |                                               |                                               |                                               |                                               |                                               |       |                                     |      |
| 8,1 | 0,1                                                        | 0,7                                           | 2,0                                           | 16,3                                          | 9,1                                           | 0,3                                           | 36,8  | 100                                 |      |

| Типы частных жилищ (Тема 6 — 1(a) : Число частных домовладений по типу размещения, 2006) |          |         |                 |            |       |      |
| Отдельный дом                                                                            | Квартира | Комната | Переносные дома | не указано | сумма | 2006 |
| 483                                                                                      | 20       | 2       | 4               | 25         | 534   | 1421 |